# Annika Söder

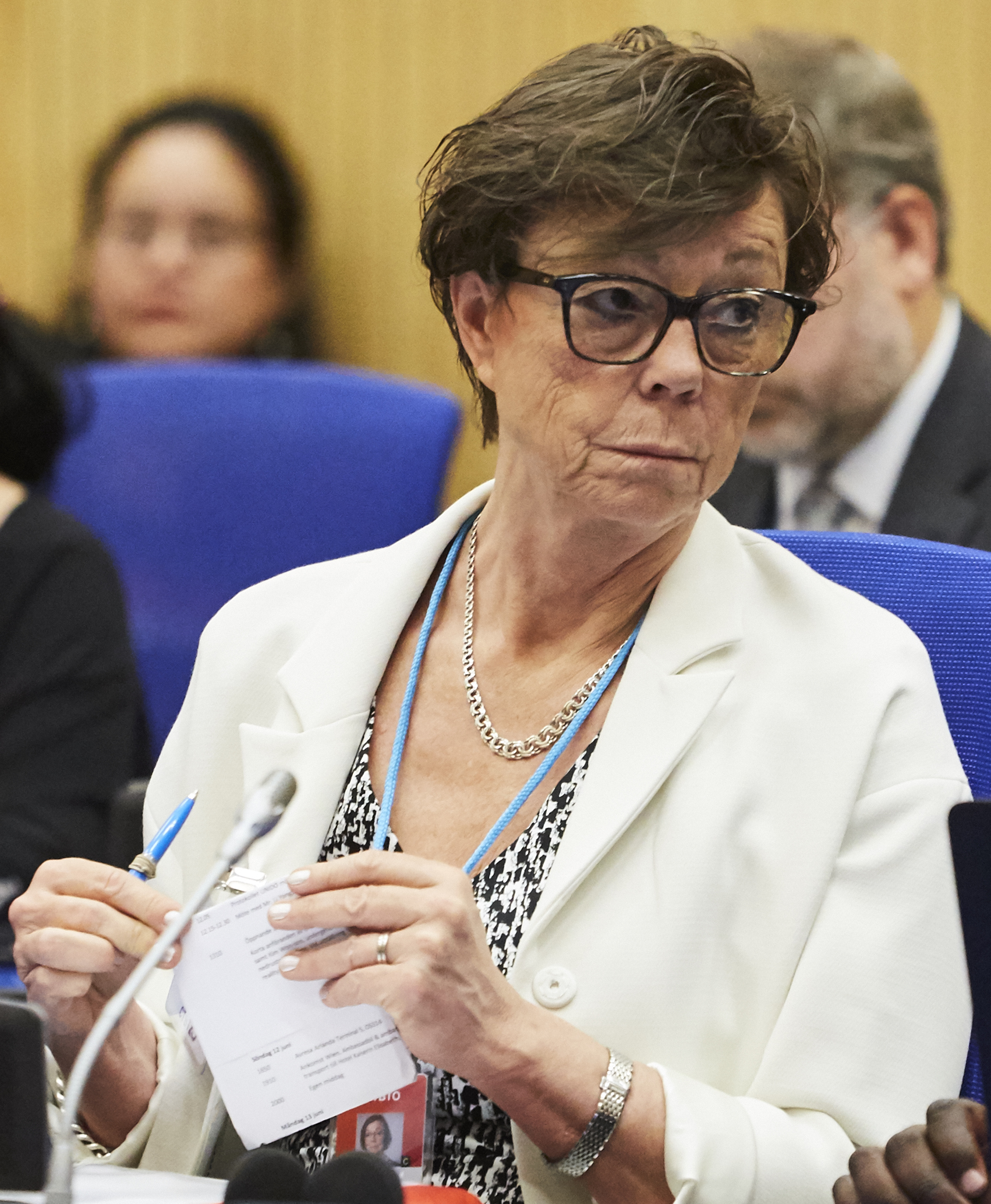
Annika Söder (2016)

Karin Annika Bjurner Söder (geb. am 22. Juni 1955) ist eine schwedische Diplomatin und Politikerin (Sveriges socialdemokratiska arbetareparti). Von 2014 bis 2019 war sie Staatssekretärin im schwedischen Außenministerium. Seit 2019 ist sie Präsidentin des European Institute of Peace in Brüssel.

## Herkunft und Ausbildung
Annika Söder wurde 1955 als Tochter des Politikers Gunnar Söder und von Karin Söder geboren, die 1976 bis 1978 schwedische Außenministerin und später Parteivorsitzende der Zentrumspartei war. Sie studierte von 1974 bis 1976 an der Stockholmer Journalismusschule mit den Schwerpunkten französische Sprache und Rechtswissenschaften.

## Karriere
Von 1976 bis 1982 arbeitete Söder als Journalistin für Sveriges Radio. 1983 wechselte sie ins schwedische Außenministerium, seit 1996 war sie als Botschafterin tätig. Über die Jahre hatte sie verschiedene Aufgabenbereiche, war Sprecherin des Ministeriums, bekleidete Ämter im Bereich Sicherheitspolitik und war für die Beziehungen zur Europäischen Union und den Vereinten Nationen zuständig. Sie war insbesondere als außenpolitische Beraterin für die Regierung tätig und war Staatssekretärin für internationale Entwicklungspolitik. Nach einer Periode als Exekutivdirektorin der Dag-Hammarskjöld-Stiftung in Uppsala von 2014 bis 2019 wurde sie Staatssekretärin im Außenministerium, wo sie die Arbeit zur Konfliktlösung im Zusammenhang mit Nordkorea, Venezuela und dem Jemen koordinierte.
Im Juli 2019 wurde sie als Nachfolgerin von Pekka Haavisto, der zum finnischen Außenminister ernannt worden war, zur Präsidentin des European Institute of Peace (EIP) in Brüssel gewählt.
Im Februar 2020 wurde sie von UN-Generalsekretär António Guterres in eine hochrangige Expertenkommission zur Revision der UN-Friedenssicherungs-Architektur berufen. Im Januar 2021 wurde sie von der KSZE-Vorsitzenden Ann Linde zur Sonderbeauftragten für den Südkaukasus ernannt. Im Januar 2023 wurde sie unterstützt durch Deutschland und Schweden Mitglied der International Commission on Inclusive Peace.

## Privates
Söder lebt in Stockholm und ist mit dem Diplomaten Anders Bjurner verheiratet.